# Copa NAFC 1947
Cuba fue escenario del primer torneo de naciones realizado en Norteamérica, organizado por la NAFC (North American Football Confederation) en julio de 1947. Los locales conservaban el antecedente de haber sido la última selección de la región en participar en una Copa Mundial de Fútbol, en Francia nueve años antes. México logró el campeonato al superar con cierta comodidad a estadounidenses y cubanos.

## Equipos participantes
| Equipos participantes | Equipos participantes | Equipos participantes | Equipos participantes |
| --------------------- | --------------------- | --------------------- | --------------------- |
| Cuba                  | México                | Estados Unidos        |                       |

## Clasificación
| Equipo         | Pts | PJ | PG | PE | PP | GF | GC |
| -------------- | --- | -- | -- | -- | -- | -- | -- |
| México         | 4   | 2  | 2  | 0  | 0  | 8  | 1  |
| Cuba           | 2   | 2  | 1  | 0  | 1  | 6  | 5  |
| Estados Unidos | 0   | 2  | 0  | 0  | 2  | 2  | 10 |

## Partidos
| 13 de julio de 1947 | México                                            | 5:0 (2:0) | Estados Unidos | Estadio Cerveza La Tropical, La Habana |                        |
|                     | López 3', 35', 85' · Segura 53' · Ruiz 78' (pen.) |           |                | Árbitro(s): José Tapia                 | Árbitro(s): José Tapia |

| 17 de julio de 1947 | Cuba       | 1:3 (1:1) | México                               | Estadio Cerveza La Tropical, La Habana |                       |
|                     | Brioso 42' |           | Septién 30' · Segura 53' · López 83' | Árbitro(s): Sam Galin                  | Árbitro(s): Sam Galin |

| 20 de julio de 1947 | Cuba                                                        | 5:2 (2:0) | Estados Unidos            | Estadio Cerveza La Tropical, La Habana |                           |
|                     | Villalón 22', 26' · Gironella 61' · Mederos 68' · Veiga 70' |           | Souza 50' · Valentine 55' | Árbitro(s): Carlos Esteva              | Árbitro(s): Carlos Esteva |

| Bandera de México         |
| Campeón México 1.° título |

## Goleadores
4 Goles
- Adalberto López

2 Goles
- Ángel Segura
- Antonio Villalón

1 Gol
- Carlos Septién
- Rodrigo Ruiz Zárate
- Luis Gironella
- Antonio Mederos
- Santiago Veiga
- Manuel de Jesús Brioso
- Ed Souza
- Ed Valentine